# Saqqaq
Saqqaq (antigament escrit: Sarqaq, (en danès:Solsiden) és un assentament dins del municipi creat l'any 2009 de Qaasuitsup. Està a l'oest de Groenlàndia, va ser fundat l'any 1755, i, el 2010 tenia, 188 habitants. El nom d'aquest lloc significa "el costat assolellat" en groenlandès. La paleoesquimal cultura Saqqaq rep el nom d'aquesta localitat.

## Geografia
Saqqaq es troba a la part sud-oest de la península Nuussuaq, a la riba nord de l'estret Sullorsuaqt, al nord-oest d'Ilulissat. Al costat hi ha la muntanya Liveets (1.150 m).

## Història

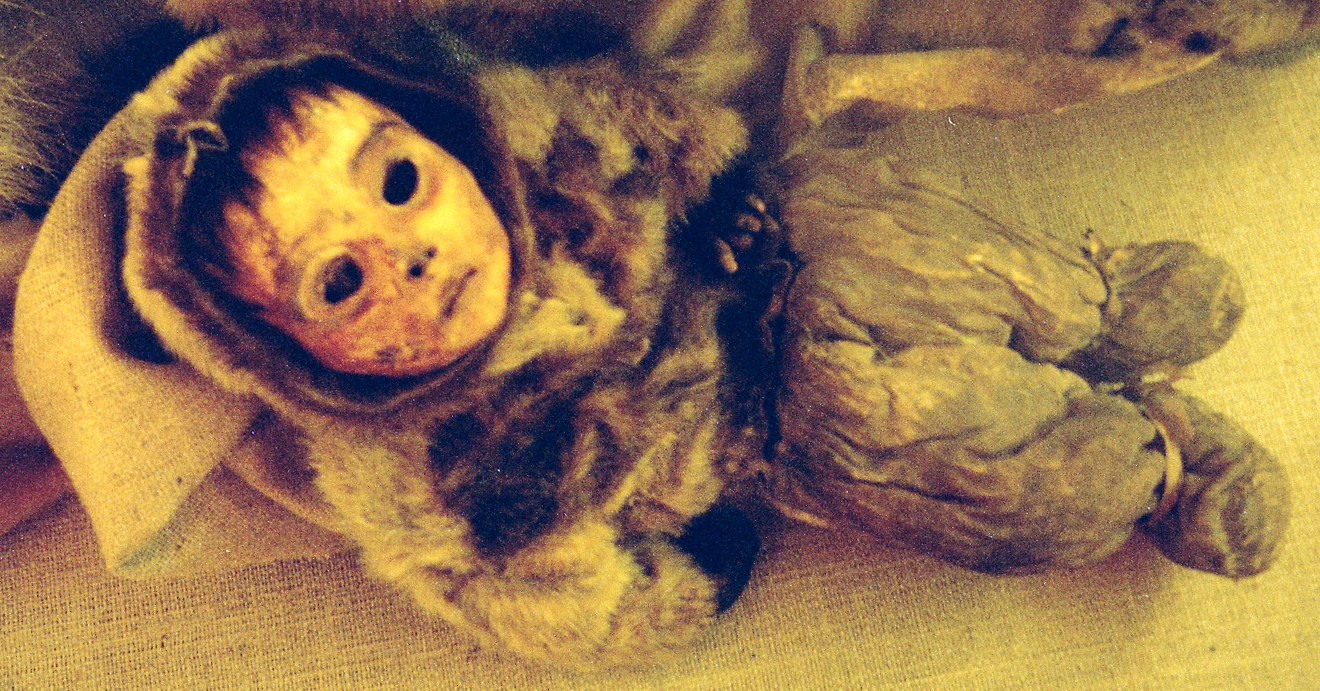
La mòmia d'un nen de sis mesos d'edat trobada a Qilakitsoq

Les excavacions arqueològiques fetes a Qilakitsoq, a l'altra bande de la península Nuussuaq a les vores del fiord Uummannaq, revelen l'existència de l'antiga cultura cultura Saqqaq, establerta a la zona entre els anys 2500 aC. i 800 aC.
Estudis recents d l'ADN humà suggereixen que l'antic poble Saqqaq provenia de Sibèria de fa 5.500 anys i que són independents de la migració que va donar als pobles indígenes d'amèrica i els actuals inuit Kalaallit.

## Transport
Air Greenland dona servei al poble amb vols en helicòpter només a l'hivern entre l'heliport de Saqqaq i l'aeroport d'Ilulissat.
A l'estiu i la tardor, quan les aigües de la badia són navegables, la comunicació entre assentaments es fa només per mar amb un servei donat per la Diskoline. El ferri enllaça Saqqaq amb Qeqertaq, Oqaatsut i Ilulissat.